# Svîrîdove, Vasîlkivka
Svîrîdove (în ucraineană Свиридове) este un sat în comuna Șevcenkove din raionul Vasîlkivka, regiunea Dnipropetrovsk, Ucraina.

## Demografie
Componența lingvistică a localității Svîrîdove
     Ucraineană (93,62%)
     Rusă (6,38%)
Conform recensământului din 2001, majoritatea populației localității Svîrîdove era vorbitoare de ucraineană (93,62%), existând în minoritate și vorbitori de rusă (6,38%).